# Оно приходит ночью
«Оно приходит ночью» (англ. It Comes at Night) — американский фильм ужасов, снятый Треем Эдвардом Шульцем. Мировая премьера кинокартины состоялась 29 апреля 2017 года на кинофестивале Overlook, а российская — 24 августа 2017 года.
Фильм рассказывает о семье, которая, спасаясь от неизвестной эпидемии, живёт глубоко в лесу, однако из-за незваных гостей их хрупкой безопасности приходит конец.

## Сюжет
В доме в лесной глуши живёт семья, состоящая из супругов Пола и Сары и их сына-подростка Трэвиса. Пожилой отец Сары Бад умирает, становясь жертвой болезни наподобие чумы. Надев респираторы, Пол и Трэвис сжигают тело Бада в лесу. По всей видимости, опасаясь свирепствующей вокруг эпидемии, они ведут себя очень осторожно, выходя наружу только днём и не поодиночке и тщательно закрываясь на две двери ночью.
Однажды, услышав шум на первом этаже дома, семья обнаруживает там мужчину, который утверждает, что был уверен, что в доме никто не живёт, и он только искал еду и воду для своей семьи, которую он оставил в заброшенной хижине за 50 миль отсюда. Пол связывает человека и привязывает его к дереву в лесу. Через сутки, убедившись, что у того нет признаков заражения, Пол допрашивает его и узнаёт, что человека зовут Уилл, у него есть жена Ким и маленький сын Эндрю и они уехали из города в начале эпидемии. С ними живут куры и две козы, однако у них подошли к концу запасы воды. После раздумий и совещания с Сарой Пол решает поехать с Уиллом к его семье и, если всё соответствует действительности, пригласить семью Уилла в свой дом, поскольку так будет легче выживать. Они отправляются на машине Пола. По дороге кто-то стреляет в машину и Пол отражает атаку, убивая двоих вооружённых мужчин. Уилл говорит Полу, что стоило сначала узнать, кто это и чего они хотели.
Уилл с семьёй переселяются к Полу, им выделяют отдельную комнату. Трэвис иногда подсматривает за семьёй Уилла через отверстие на чердаке. Всё идёт хорошо, хотя Пола что-то настораживает в общении с Уиллом: так, тот однажды говорит, что был единственным ребёнком в семье, хотя до этого упоминал, что укрывшись от эпидемии, они жили с братом.
Однажды Стэнли, собака Трэвиса, начинает лаять, как будто увидев что-то в лесу. Она бежит и Трэвис гонится за ней, но пёс убегает и не возвращается. Как-то ночью Трэвис, которому иногда не спится, проходя по дому замечает Эндрю, который спит не в своей комнате. Он возвращает ребёнка в комнату, где спят его родители. Услышав шум внизу, он видит открытой красную дверь в коридоре, за которой кто-то есть. Он зовёт остальных, Пол и Уилл находят за дверью окровавленного и заражённого пса, которого пристреливают. Трэвис утверждает, что он видел дверь уже открытой, но кто мог её открыть? Подозрение Пола падает на Эндрю, хотя Уилл и Ким уверены, что тот едва смог бы дотянуться до задвижки.
Опасаясь, что контактировавший с псом мог заразиться, Пол предлагает двум семьям некоторое время не общаться и быть в своих комнатах. Наутро через чердак Трэвис слышит, что Эндрю плачет, и Уилл говорит Ким, что им надо уехать из этого дома. Узнав об этом, Пол решает, что Эндрю заразился. Он в респираторе входит в комнату Уилла и просит показать ему Эндрю, но Уилл и Ким отказываются. Уилл наставляет на Пола пистолет и просит выпустить их, чтобы они уехали. Сара наставляет на Уилла ружьё и заставляет его бросить пистолет. Все выходят на улицу. Там Уилл выбивает оружие из рук Пола и начинает избивать его, а Сара стреляет в Уилла из ружья. Ким с Эндрю на руках убегает, и Пол стреляет в них, сначала случайно убивая мальчика, а затем безутешную Ким. Уилл умирает от ран. Трэвис чувствует себя хуже и бежит в дом.
В последних кадрах фильма Сара склоняется над умирающим от заражения Трэвисом, а затем Пол и Сара, после захоронения сына, с внешними признаками заражения, сидят за столом и смотрят друг на друга пустыми, потерянными глазами.

## В ролях
| Актёр                  | Роль                          |
| ---------------------- | ----------------------------- |
| Джоэл Эдгертон         | Пол муж Сары и отец Трэвиса   |
| Кармен Эджого          | Сара жена Пола и мать Трэвиса |
| Келвин Харрисон-мл.    | Трэвис сын Пола и Сары        |
| Кристофер Эбботт       | Уилл муж Ким и отец Эндрю     |
| Райли Кио              | Ким жена Уилла и мать Эндрю   |
| Гриффин Роберт Фолкнер | Эндрю сын Уилла и Ким         |
| Дэвид Пендлтон         | Бад отец Сары                 |

## Критика
Фильм получил восторженные отзывы от кинокритиков. На сайте Rotten Tomatoes кинолента имеет рейтинг 89 % на основе 194 рецензий со средним баллом 7,4/10. На Metacritic фильм получил 78 баллов из 100 на основе 42 рецензий, что считается по большей части восторженным приёмом.